# ساتورو ساکوما
ساتورو ساکوما (انگلیسی: Satoru Sakuma؛ زادهٔ ۷ ژوئیهٔ ۱۹۶۳) بازیکن فوتبال اهل ژاپن است.